# Верхньоянактаєвська сільська рада
Верхньоянакта́євська сільська рада (рос. Верхньоянактаевский сельский совет) — муніципальне утворення у складі Балтачевського району Башкортостану, Росія. Адміністративний центр — присілок Новоямурзино.

## Населення
Населення — 725 осіб (2019, 910 в 2010, 1085 в 2002).

## Склад
До складу поселення входять такі населені пункти:
| Населений пункт            | Населення, осіб (2002) | Населення, осіб (2010) |
| -------------------------- | ---------------------- | ---------------------- |
| Верхньоянактаєво, присілок | 201                    | 171                    |
| Іштіряково, присілок       | 269                    | 201                    |
| Нижньоянактаєво, присілок  | 101                    | 89                     |
| Новоямурзино, присілок     | 346                    | 297                    |
| Чишма, присілок            | 168                    | 152                    |